# Simon-Jude Honnorat
Pour les articles homonymes, voir Honnorat.
Simon-Jude Honnorat est un docteur en médecine, naturaliste et lexicographe français, né le 3 avril 1783 au hameau du Haut-Villard à Allos et mort le 31 juillet 1852 à Digne (Alpes-de-Haute-Provence).

## Biographie
Il s'est intéressé à l'histoire de la Provence et à ses dialectes variés. Il est considéré comme un des fondateurs de la recherche scientifique sur la langue d'oc.
Il est l'auteur du Dictionnaire Provençal-Français ou dictionnaire de la langue d’Oc ancienne et moderne dont l'écriture ressemble à une écriture intermédiaire entre l'écriture mistralienne et l'écriture classique très proche du niçois mistralien que des autres sous-dialectes provençaux en mistralien.
On note que les diphtongues avec -u sont soutenues par l'ajout d'un -o (souleou) et que le -o final typique des mistraliens est remplacé par le maintien du -a d'origine (mountagna).
Collectionneur, il constitua à Digne un cabinet de curiosité (collection numismatique, herbier, animaux naturalisés, insectes, fossiles, minéraux, coquillages, pièces archéologiques....) réputé, qui fut dispersé après sa mort. Sa bibliothèque privée était également réputée. Il fut un collaborateur régulier de diverses publications et sociétés savantes.
Sur le plan politique, le docteur Honnorat était légitimiste. Il démissionna en 1830 du poste de directeur des postes à Digne, qu'il occupait en plus de ses nombreuses autres activités, afin de ne pas prêter serment à Louis-Philippe, ce qui lui laissa plus de loisirs pour ses différentes recherches.

### Épitaphe
Son épitaphe est la suivante :
"CI-GÎT :

SIMON-JUDE HONNORAT

Docteur en Médecine

Né à ALLOS le 3 avril 1783

Savant modeste

Ami des pauvres

Mort à Digne le 31 juillet 1852

Laissant pour héritage

à son pays

un monument de sa langue

aux malheureux

le souvenir de ses bienfaits

à ses enfants

l'exemple de ses vertus

auprès de lui

reposent les cendres

de

Rose-Marie-Véronique GARIEL

sa charitable épouse"

### Famille
Par sa femme Rose Gariel (issue d'une famille notable d'Allos), il est le beau-frère de Hyacinthe Gariel (1778-1849), conseiller à la Cour royale de Grenoble (retiré en 1830 à Allos par hostilité envers Louis-Philippe) et bibliophile et collectionneur d'incunables et de manuscrits rares, ami des frères Champollion et de Berriat-Saint-Prix. Il est également le beau-frère de Fortuné Gariel, conseiller au tribunal civil de Grenoble, qui était le père de Hyacinthe Gariel, bibliothécaire, érudit et historien.
Son fils, Hyacinthe Honnorat (1801-1883), dit Honnorat-Bocquet (du nom de son épouse) fut négociant en grains et en bois dans la région lyonnaise puis à Lille. Elu conseiller municipal de Lille à la fin du règne de Louis-Philippe, il fut chargé de proclamer la République dans diverses localités du Nord en 1848 et membre du Comité républicain. Inquiété comme républicain lors du coup d'Etat de 1851, il fut un opposant résolu à l'Empire. Élu conseiller général de Lille au début de la III° République, il fut pressenti pour être candidat aux élections sénatoriales mais se désista finalement en faveur du général Faidherbe (Marc Frangi: "Le fils du docteur Honnorat, Honnorat-Bocquet", Annales de Haute-Provence, n° 334, 1999 et "Un républicain provençal à Lille", site de l'Association 185:https://1851.fr//hommes.fr [archive]). 
Le docteur Honnorat portait le même nom et était originaire du même hameau que le sénateur des Basses-Alpes André Honnorat (1868-1950). Les deux familles déclaraient d'ailleurs être "cousines" et figuraient réciproquement sur les faire-part familiaux des uns et des autres sans que la réalité de cette parenté supposée ait pu être établie. Le père d'André Honnorat était d'ailleurs le filleul du fils du docteur Honnorat.  Encore en 1918, André Honnorat fit-il effectuer pour déterminer le sort de sa « cousine » Rosalie Rommel (1843-1917), petite fille du docteur Honnorat, qui était demeurée à Lille durant l'occupation allemande (Marc Frangi, Op.cit).

## Ses publications

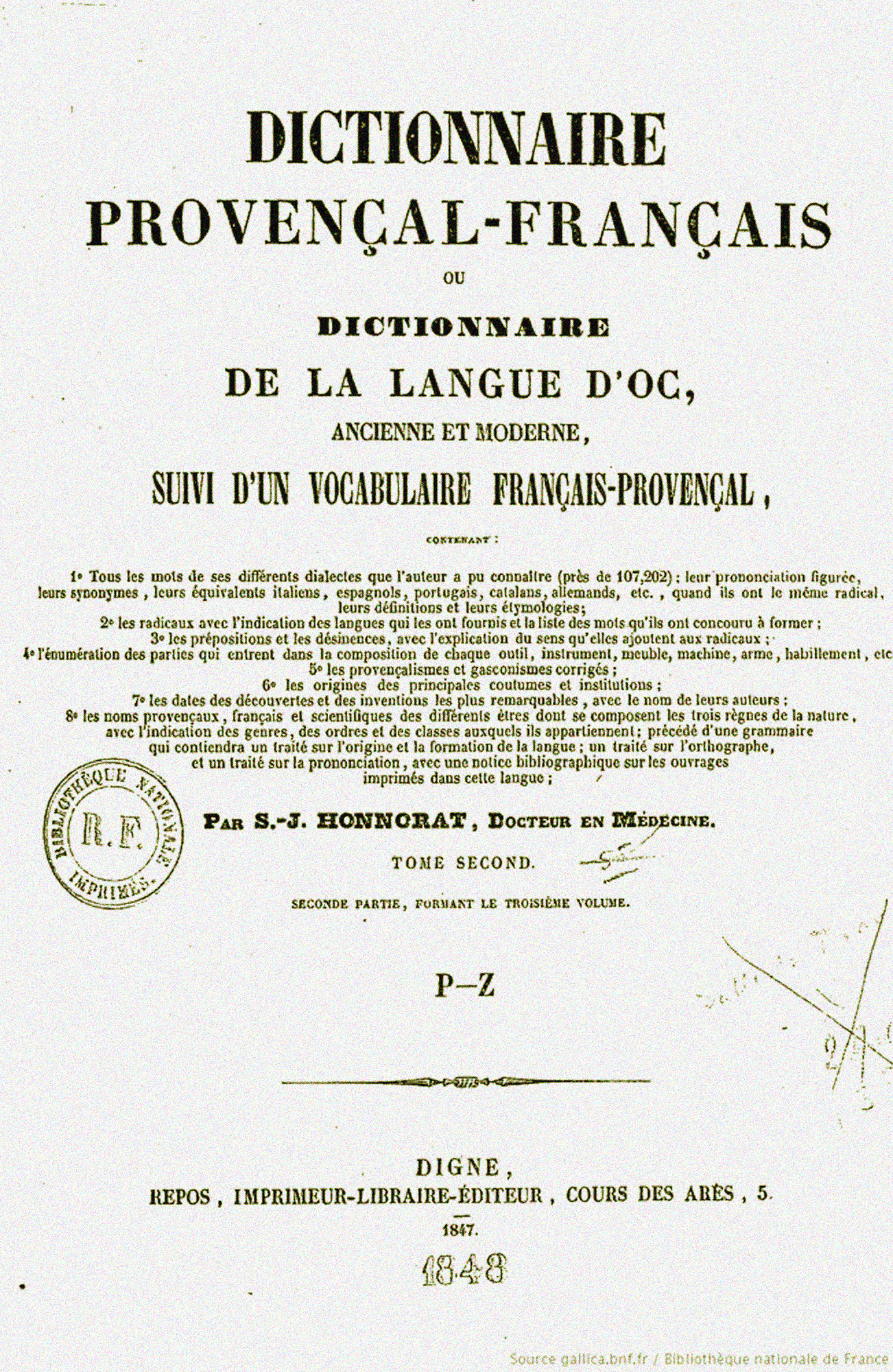
Dictionnaire Provencal-Français ou dictionnaire de la langue d’Oc ancienne et moderne de S.J. Honnorat

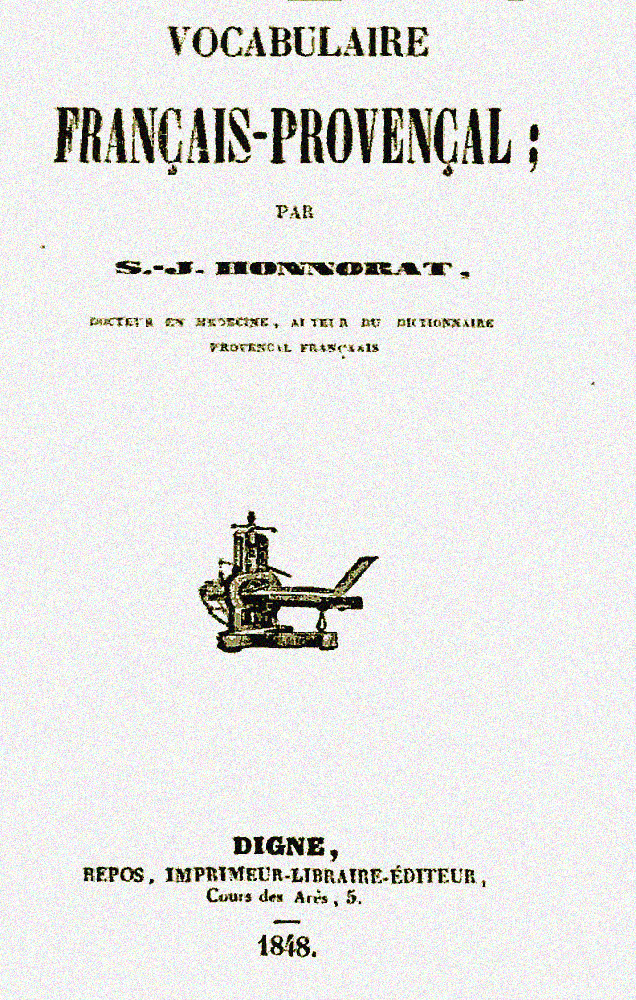
Vocabulaire franco-provençal par S. J. Honnorat, 1848

- Son ouvrage le plus célèbre est le Dictionnaire Provencal-Français ou dictionnaire de la langue d’Oc ancienne et moderne, (Repos éditeur, Digne, 1846-1847). Réédition CPM, Raphèle-les-Arles, avec une préface de Pierre Fabre.
- Vocabulaire franco-provençal, tiré-à-part du Dictionnaire Provencal-Français, édité par Repos éditeur, Digne, 1848
- Catalogue des plantes de Provence, n'a été publié qu'en partie dans les Annales des Sciences et de l'Industrie du Midi de la France, la plus grande partie de ce catalogue étant restée à l'état de manuscrit (no 1149 de la Bibliothèque municipale de Grenoble)
- sa thèse : L'Histoire naturelle, chimique et médicale des  Cantharides, Paris, 1807
- Traité des connaissances chimiques appliquées aux phénomènes de la nature qui lui valut, le 30 fructidor an XI de la République une et indivisible (1802), le premier prix de chimie, décerné par le préfet de l'Isère, "pour récompense de ses succès et de son assiduité"
- Plusieurs articles dans les Annales des Basses-Alpes.